# Мазарару (Валча)
Мазарару (рум. Măzăraru) насеље је у Румунији у округу Валча у општини Николаје Балческу. Oпштина се налази на надморској висини од 403 m.

## Становништво
Према подацима из 2002. године у насељу је живело 54 становника, од којих су сви румунске националности.